# Juan Manuel Martínez Moreno
Juan Manuel Martínez Moreno (Madrid, 12 de diciembre de 1919 - Sevilla, 10 de febrero de 1998) fue un químico y profesor universitario español, especializado en la investigación sobre grasas y aceites. También ocupó durante el franquismo diversos cargos públicos relacionados con la educación universitaria y la coordinación de la política científica en España.

## Formación académica
Se licenció en Ciencias Químicas en la Universidad Central de Madrid y posteriormente se doctoró en Química industrial. Realizó estancias de investigación en el Instituto de la Grasa de París, dependiente del CNRS, y en el instituto homónimo de Milán (Italia). A su regreso a España, obtiene la cátedra de Química Técnica en la universidad de Sevilla en 1949.

## Carrera profesional
Además de su puesto de catedrático en la universidad sevillana, fue nombrado director del Instituto de la Grasa de Sevilla, dependiente del Consejo Superior de Investigaciones Científicas (CSIC), entre 1951 y 1977. También contribuyó a la creación del Comité Español de la Detergencia, del que fue director entre 1957 y 1969.
Ocupó diversos cargos en el Ministerio de Educación durante el régimen franquista: director general de enseñanza universitaria (1962-1966); subsecretario de Enseñanza Superior e Investigación (1966-68); presidente de la Comisión Asesora de Investigación Científica y Técnica (1968-69).
Publicó más de un centenar de artículos y contribuciones en congresos científicos sobre grasas y aceites. Fue presidente de la revista "Grasas y aceites" entre 1951 y 1968.
Recibió diversos honores y distinciones: la gran cruz de la Orden de Alfonso X El Sabio (1964), medalla Normann (1964), Premio S. Fachini (1966), medalla Chevreul (1966) y la gran cruz de la Orden de Isabel la Católica (1969).